# Le Grand 8
Pour le parcours de montagnes russes, voir grand huit.
Le Grand 8 est une émission de télévision diffusée sur la chaîne française D8, du 8 octobre 2012 au 30 juin 2016 d'abord à 12 h 15, puis à 11 h 15 du 7 janvier 2013 au 8 mars 2013, à 10 h 50 du 11 mars 2013 au 31 janvier 2014, et enfin à 10 h 45 du 3 février 2014 au 30 juin 2016.
Présentée par Laurence Ferrari, il s'agit d'une émission-débat inspirée de l'émission américaine The View.

## Description

### Principe
Diffusée du lundi au vendredi à 10 h 45 sur D8, l'émission voit les cinq intervenantes débattre sur différents sujets d'actualité (politique, société, santé, tendance, économie, culture).
Il s'agit de la troisième émission télévisée française uniquement présentée par des femmes, après Frou-Frou, en 1992, et Les Poules ont des dents en 2005.

### Première version: octobre-décembre 2012
Le plateau est constitué d’une banquette blanche semi-circulaire, où sont assises de gauche à droite : Roselyne Bachelot, Hapsatou Sy, Laurence Ferrari (la meneuse de jeu), Élisabeth Bost et Audrey Pulvar. L’invité s’assied généralement à gauche ou à droite de Laurence Ferrari. Une table ronde est située devant la banquette. Derrière cette dernière, un grand écran projette les reportages de l'émission, ou bien en guise de fond visuel, les images liées à l’actualité. Sur les côtés de l’écran figurent des armoires de différentes couleurs (violette, rouge, orange, jaune, l'écran, vert, bleu et violet) remplies d’ustensiles de cuisine ou d'objets de la vie de tous les jours de même couleur.
La première semaine, chaque émission était rediffusée le même jour à 16 h 15, mais après des audiences jugées décevantes, cette rediffusion est supprimée dès la deuxième semaine.

### Seconde version: de janvier 2013 à juin 2016
Le 6 décembre 2012, Laurence Ferrari annonce que l’émission subira un lifting de rentrée, en janvier 2013. Cela impliquerait par exemple un « changement de décor pour être plus dans l’esprit de cette quotidienne […]. Ainsi, une configuration plus classique, avec une table centrale notamment, devrait remplacer la banquette façon café ». Depuis le 7 janvier 2013, l'émission est également avancée d'une heure : elle est maintenant diffusée à 10 h 50 et est en direct. L'émission du vendredi est composé des meilleurs séquences de la semaine.
Faisant le bilan de l'émission trois mois après son lancement, le 21 décembre, et ce alors que les audiences sont jugées décevantes, Ara Aprikian, président de D8 déclare : « Nous laissons du temps aux émissions pour s’installer. Il n’y a pour Le Grand 8 ni échéance, ni clause d’audience. Il y a là un mauvais procès servant d’alibi à des règlements de comptes qui dépassent l’émission. Nous allons faire évoluer Le Grand 8 vers un talk show plus classique à la française, et le recentrer autour d’une table, de jingles et de rendez-vous plus clairs avec un horaire - 11 h 15 Ndlr - moins difficile. La tranche de la mi-journée est l’une des plus compliquées à réussir quand ce n’est pas un strict rendez-vous d'info ».
Le Grand 8 est toujours divisé en trois parties (séparées par deux publicités), mais avec des séquences plus distinctes :
1. « L’Actu » (« Le témoin d’actu », « La question d’actu »)
2. « Le Mag » (« Vu à la télé », « Le regard du psy », « Bien dans son assiette » ou « Quoi de neuf docteur ? », « En immersion », « À table »)
3. « L’invité » (« Restons connectés », « La revue de presse », « Tout pour la musique » ou « En mode fashion »)

Le plateau est désormais basé sur un point central, où sont attablées (et non plus seulement assises) les cinq intervenantes, leurs invités et les chroniqueurs régulier. Le fond visuel est toujours un grand écran où sont projetés des images et des reportages, mais les armoires garnies d’ustensiles ont été déplacées dans un champ moins visible. Le public est maintenant directement visible, alors qu’auparavant on ne pouvait le voir que lorsque les intervenantes souhaitaient interagir avec lui.
Le directeur général de Canal +, Rodolphe Belmer, a publiquement assuré les animatrices qu’il laisse à l’émission deux ans pour s’installer.
Le 10 avril, D8 intervertit la plupart de ses animateurs et chroniqueurs pour la journée : la chaîne appelle cela « Le Grand Switch ». Exceptionnellement, l’émission est présentée par Cyril Hanouna, avec comme chroniqueuses Valérie Bénaïm, Enora Malagré (qui sont normalement avec ce dernier dans l'émission Touche pas à mon poste !), Élisabeth Bost et Audrey Pulvar (qui restent donc sur le même plateau).
Dans la grille de rentrée 2016, Le Grand 8 est arrêté pour insuffisance d'audiences.

## Présentatrice et chroniqueurs
Laurence Ferrari est entourée de quatre intervenantes :
- Roselyne Bachelot, femme politique, ancienne ministre ; et remplaçante de Laurence Ferrari.
- Élisabeth Bost, journaliste ;
- Hapsatou Sy, cheffe d'entreprise ;
- Audrey Pulvar, journaliste ; (d'octobre 2012 à juin 2015)
- Aïda Touihri, journaliste ; (de  septembre 2015 à juin 2016)
- Myriam Weil, co-rédactrice en chef de l'émission, en l'absence d'une des quatre intervenantes.

### Chroniqueurs spécialisés
Des chroniqueurs spécialisés viennent également chaque jour en alternance pendant un moment de l'émission :
Actuels
- Jean-Pierre Montanay : chronique culinaire « À table, le défi ! » ;
- Gérald Kierzek : chronique médicale « Quoi de neuf docteur ? » ;
- Jérémy Chatelain : chronique « In & Out » ;
- Myriam Weil : chronique : « Miss Green » ;
- Nicolas Roux : chronique : « Papa Poule » ;
- Magali Bertin : chroniques : « Nos amis, les hommes » et « Nos amies les stars » ;
- Damien Hammouchi :  chronique « Tout nouveau, tout techno ! » ;
- Caroline Ithurbide : chronique : « Tout nouveau, Tout Caro » (anciennement « en immersion ») ;
- Hélène Mannarino : chronique « La semaine d'Hélène » ;
- Sebastian Marx : chronique « Made in USA » ;
- Sandrine Arcizet : chronique : « La Coach du Grand 8 » (anciennement « Les Animaux du Grand 8 ») ;

Anciens
- Marie Montuir : chronique : « Dans ma maison » ;
- Seb Mellia : chronique : « Seb sur le web » ;
- Stéphanie Renouvin : chroniques : « Toutes les femmes », « Dans tous ses états » et « Dans ma famille ;
- Stéphanie Loire : chronique « C'est tout nouveau » ;
- Harold Cobert : chronique relations amoureuses ;
- Lauren Bastide : chronique mode : « En mode fashion » ;
- Laurence Haurat : chronique nutrition « Bien dans son assiette » ;
- Serge Hefez : chronique psychiatrie « Le regard du psy » ;
- Sylvain Tesson : chronique littéraire.
- Thomas Chauvineau : chronique technologie et médias féminins « La revue de presse » ;
- William Réjault : chronique numérique « Restons connectés ».
- Damien Hammouchi : chronique musicale « Tout pour la musique » ;
- Stéphanie Renouvin : chronique : « Dans ma famille » ;

### Invités
La première émission de la saison a été diffusée le 8 octobre 2012. La première version de l'émission (octobre-décembre) accueillait entre un et trois invités par émission, selon un schéma qui divergeait selon les jours. La seconde version (depuis janvier) opte pour un cadre plus rigide : un invité « témoin de l’actu » dans la première partie, généralement une personnalité, connue ou non, impliquée dans l’actualité nationale, puis un invité dans une partie qui lui est dédiée, en fin d’émission, venu faire la promotion d’un livre, d’un album musical ou encore d’une émission de télévision.
Le Grand 8 a ainsi accueilli des personnalités politiques (Jean-Luc Mélenchon, Najat Vallaud-Belkacem, François Baroin, Florian Philippot), musicales (Garou, Cecilia Bartoli, Stromae, Lacrim), cinématographiques (Olivier Marchal, Alexandra Lamy, Bernadette Lafont), littéraires (Philippe Labro ou Guillaume Musso) du monde de la mode (Karl Lagerfeld, Adriana Karembeu), de la science (Philippe Even, Jean-Pierre Luminet), de la cuisine (Pierre Hermé, Hélène Darroze), de l'humour (Liane Foly, Anne Roumanoff), de la religion (Alain Maillard de La Morandais), du sport (Felix Baumgartner) ou des médias (Bernard Pivot, Laurence Haïm, Yann Barthès, David Pujadas). Des animateurs de la chaîne (Cyril Hanouna, André Manoukian, Guy Lagache) y viennent parfois parler de leur propre émission. Le 13 mai 2013, D8 annonce la présence dans l'émission d'Eva Longoria, de passage en France, et modifie pour l'occasion le générique de l'émission en intégrant l'invitée. Le 22 mai 2013, l'émission fête sa 100e édition en invitant Alain Delon et modifie également le générique, comme pour Eva Longoria.

## Préparation
Roselyne Bachelot déclare à propos de la préparation de l'émission : « C'est un vrai métier. D'ailleurs comme ancienne politique, je suis assez surprise de certaines réflexions des politiques à l'égard des journalistes, animateurs, chroniqueurs. Selon eux, ce ne sont pas finalement de vrais métiers. Ce sont des métiers de saltimbanques qui leur paraissent faciles. Or, faire une émission comme la nôtre, c'est arriver à 8 heures du matin au studio, travailler avec une conférence de rédaction, réaliser le tournage de l'émission, organiser le débriefing, faire des tournages en immersion dans l'après-midi… C'est un vrai métier et à temps complet que certains n'ont peut-être pas tout à fait compris ! ».
Alain Contrepas, un ancien de Canal+, est le producteur de l'émission. Agathe Blanchard, Myriam Weil et Damien Hammouchi sont les rédacteurs en chef de l'émission.

## Audiences

### Évolution des audiences
Le premier jour de diffusion, l'émission réalise 1,9 % de part de marché et 290 000 téléspectateurs, les audiences étant alors considérées comme bonnes. Néanmoins, l'audience baisse continuellement pendant la semaine, tombant à 0,7 % et 83 000 personnes le jeudi de la même semaine, avant de remonter à 0,9 % et 107 000 le lendemain.
Début novembre, Roselyne Bachelot estime que l'émission « tient ses objectifs », bien que ce soit « une gageure de réunir cinq femmes très différentes, avec des parcours parfois opposés » et de s'installer « sur un créneau horaire particulièrement difficile. Il existe des mastodontes du paysage audiovisuel français face à nous, comme Jean-Pierre Pernaut sur le 13 heures, par exemple ».
Début janvier 2013, la nouvelle formule, avec par ailleurs un changement d'horaire (12 h 15 pour 11 h 15 désormais) recueille 58 000 téléspectateurs. Pour Philippe Nouchi, directeur de l'Expertise Média chez VivaKi Advance, s’« il faut tout de même reconnaître que c’est un horaire difficile […] Il n’y [sic] pas de place pour ce type d’émission un peu bobo à cette heure-ci. À onze heures du matin ou midi, c’est plutôt un public de province qui est devant son petit écran et le décalage est évident ».
En février 2013, Audrey Pulvar commente cette nouvelle formule et les audiences qui l’accompagnent : « L’audience de l’émission n’était effectivement pas satisfaisante au départ. Mais cela va beaucoup mieux aujourd’hui. Nous avons fait un pic de 2,5 % de part d’audience la semaine dernière - celle de fin janvier -. Aujourd’hui, l’audience s’est stabilisée autour de 2 %. Ce qui est bien, même si nous sommes encore en dessous des audiences moyennes de la chaîne. Surtout, nous avons de très bons résultats sur la cible des CSP+ ». Elle explique par la suite les erreurs de départ : « D’abord le fait qu’elle n'était pas en direct au début. C’était embêtant pour une émission qui colle à l’actu. Toute l’équipe d’animatrices voulait que l'on passe au direct. Maintenant que c’est fait, cela ressemble un peu plus à une vraie émission de télé avec un vrai plateau mieux équipé et nous avons remusclé le conducteur ».
Le 18 mars 2013, l'émission réalise un record d'audience en rassemblant 180 000 téléspectateurs, et plus de 3,6 % du public. Une audience multipliée quasiment par cinq par rapport aux audiences initiales. Au terme d'une saison, en juin, Le Grand 8 se félicite d'avoir selon un article du Point « remonté la pente » alors que les premières « audiences minuscules faisaient ricaner TF1 ». L'émission a donc doublé la taille de son public (3 % environ, passant de 60 000 à 140 000 téléspectateurs), ce qui conduit le groupe Canal + à confier en plus à Laurence Ferrari un programme d'information (18 h / 19 h 30) à la rentrée de septembre sur iTélé.
Le 28 janvier 2014, l'émission bat un record en part d'audience avec un taux de 4,5 % auprès de l’ensemble du public. Le Grand 8 totalisait alors 186 000 téléspectateurs et se classait quatrième chaîne nationale sur les ménagères de moins de 50 ans entre 10 h 42 et 11 h 55 avec 8,2 % de part d’audience sur la cible.

### Audiences hebdomadaires remarquables
| Audiences hebdomadaires     | Audiences hebdomadaires | Audiences hebdomadaires | Audiences hebdomadaires | Audiences hebdomadaires | Audiences hebdomadaires | Sources |
|                             | Téléspectateurs         | Part de marché          | Part de marché          | Part de marché          |                         | Sources |
| Semaine                     | Nombre                  | 4 ans et plus           | CSP+                    | moins de 50 ans         | 25/49 ans               | Sources |
| --------------------------- | ----------------------- | ----------------------- | ----------------------- | ----------------------- | ----------------------- | ------- |
| Du 08/10/2012 au 11/10/2012 | 150 000                 | 1,3                     | /                       | /                       | /                       | [ 18 ]  |
| Du 15/10/2012 au 18/10/2012 | 100 000                 | 0,8                     | /                       | /                       | /                       | [ 18 ]  |
| Du 22/10/2012 au 25/10/2012 | 90 000                  | 0,7                     | /                       | /                       | /                       | [ 18 ]  |
| Du 29/10/2012 au 01/11/2012 | 100 000                 | 0,7                     | /                       | /                       | /                       | [ 18 ]  |
| Du 11/02/2013 au 15/02/2013 | 146 000                 | 2,7                     | 4.6                     | /                       | 4.6                     | [ 19 ]  |
| Du 11/03/2013 au 15/03/2013 | 176 000                 | 3,1                     | 5,6                     | 5,2                     | 5,1                     | [ 20 ]  |

### Audiences quotidiennes remarquables
| Audiences quotidiennes | Audiences quotidiennes | Audiences quotidiennes | Audiences quotidiennes | Audiences quotidiennes | Audiences quotidiennes | Sources |
|                        | Téléspectateurs        | Part de marché en %    | Part de marché en %    | Part de marché en %    |                        | Sources |
| Jour                   | Nombre                 | 4 ans et plus          | CSP+                   | moins de 50 ans        | 25/49 ans              | Sources |
| ---------------------- | ---------------------- | ---------------------- | ---------------------- | ---------------------- | ---------------------- | ------- |
| Mardi 12 février 2013  | 191 000                | 3,4                    | 5,4                    | /                      | 6,3                    | [ 21 ]  |
| Jeudi 7 mars 2013      | 188 000                | 3,2                    | 6,4                    | 7,0                    | 6,3                    | [ 22 ]  |
| Lundi 11 mars 2013     | /                      | 3,4                    | 6,1                    | 6,0                    | /                      | [ 23 ]  |
| Mardi 12 mars 2013     | 206 000                | 3,3                    | 5,9                    | 5,6                    | 4,9                    | [ 24 ]  |
| Mardi 9 avril 2013     | /                      | 3,9                    | 5,1                    | /                      | 4,9                    | [ 25 ]  |
| Mercredi 10 avril 2013 | 232 000                | 4,2                    | 9,1                    | 10,0                   | 8,0                    | [ 26 ]  |
| Jeudi 11 avril 2013    | 201 000                | 4,8                    | 4,9                    | /                      | 5,7                    | [ 27 ]  |
| Lundi 15 avril 2013    | 211 000                | 4,5                    | 6,6                    | /                      | 6,0                    | [ 28 ]  |
| Jeudi 25 avril 2013    | 180 000                | 3,8                    | 4,5                    | /                      | 4,9                    | [ 29 ]  |
| Lundi 29 avril 2013    | 200 000                | 3,7                    | 4,8                    | /                      | 4,6                    | [ 30 ]  |
| Mardi 11 juin 2013     | 189 000                | 4,7                    | 7,0                    | /                      | 8,3                    | [ 31 ]  |
| Jeudi 13 juin 2013     | 200 000                | 4,0                    | 4,0                    | /                      | 4,2                    | [ 31 ]  |
| Lundi 17 juin 2013     | 228 000                | 5,2                    | 6,2                    | 7,3                    | 7,4                    | [ 32 ]  |
| Mardi 28 janvier 2014  | 186 000                | 4,5                    |                        | 8,2                    |                        |         |